# هنري كتشنر
هنري كتشنر (بالإنجليزية: Henry Kitchener)‏ هو طبيب التوليد والنساء بريطاني، ولد في 1 يوليو 1951 في غلاسكو في المملكة المتحدة.